# Ranulf I av Akvitanien
Ranulf I av Akvitanien, död 866, var hertig av Akvitanien mellan 852 och 866.